# Задержание судна «Норд»
Задержание судна «Норд» — инцидент, произошедший в Азовском море 25 марта 2018 года. Крымский рыболовецкий сейнер «Норд», шедший под российским флагом, был задержан пограничной службой Украины. Судно было отконвоировано в порт Бердянска. На борту находились 10 членов экипажа с российским гражданством, не признаваемым украинскими властями. Против экипажа было возбуждено уголовное дело по статье 204 Кодекса об административных правонарушениях Украины («Нарушение порядка въезда на временно оккупированную территорию Украины и выезда из нее»). Российские власти восприняли арест судна как провокацию со стороны Украины, обвинив Украину в «государственном пиратстве».

## Предыстория
Правовой статус Азовского моря и Керченского пролива как разделяющих территории России и Украины регламентировался рядом российско-украинских соглашений. Прохождение судов по судоходной части пролива (Керчь-Еникальский канал), оба берега которой являлись частью территории Украины, регулировалось украинским законодательством (приказ Министерства транспорта Украины от 9 октября 2002 года № 721). Договор между Россией и Украиной «О сотрудничестве в использовании Азовского моря и Керченского пролива» действовавший с 2003 года наделял торговые суда и военные корабли, а также другие суда под флагом Российской Федерации или Украины, эксплуатируемые в некоммерческих целях, в том числе государственные, свободой судоходства в проливе. В 2007 году морскими администрациями России и Украины было подписано временное положение о порядке прохода судов через Керченский пролив в Азовское море, согласно которому все суда, следующие через пролив, должны запрашивать разрешение у Керченского порта. В 2012 году было подписано соглашение о безопасности мореплавания в Азовском море и Керченском проливе.
Для прохода через пролив некоммерческих судов третьих стран требовалось согласие РФ и Украины. Акватория пролива не была разграничена между государствами; договор относил пролив к «историческим внутренним водам» двух стран и предписывал мирное разрешение споров о проливе «по согласию» этих стран.
После смены власти в Украине в феврале 2014 года и последовавшего за этим аннексии Крыма Российской Федерацией Керченский пролив и прилегающие к Крыму воды находятся под контролем РФ. С тех пор Россия рассматривает их как часть своих территориальных вод, и де-факто осуществляет самостоятельное регулирование судоходства в нём; де-факто российским стал порт Керчь, у которого надлежит запрашивать разрешение на проход через пролив. Украина, не признающая Крымский полуостров частью России, не признаёт и прилегающие к нему воды территориальными водами РФ, несмотря на то что, организация грузопотока азовских портов Украины ставит её суда перед необходимостью обращаться в «закрытый» украинскими властями порт.

## Ход событий
Сейнер «Норд» был остановлено украинскими пограничниками 25 марта 2018 года в территориальных водах Украины в 15 милях от Обиточной косы. На его борту находился экипаж из 10 человек. Судно было зарегистрировано в Крыму, а у всех членов экипажа были российские паспорта, выданные в городе Керчь.
Моряки с судна были оштрафованы за незаконное пересечение границы в административном порядке. Капитану же «Норда» Владимира Горбенко предъявили обвинение по статье Уголовного кодекса Украины «Нарушение порядка въезда на временно оккупированную территорию Украины и выезда из нее», мерой пресечения ему был избран залог. Украинские власти заявили, что моряки могут вернуться в Крым только по предъявлении украинских паспортов (в рейс имевшихся у них украинских паспортов рыбаки с собой не брали, однако предполагалось, что эти паспорта им могут привезти их родственники). При этом было заявлено, что судно возвращено в Крым не будет, так как является собственностью Украины.
В начале мая 2018 года российские пограничники задержали у берегов Крыма, западнее мыса Тарханкут, в исключительной экономической зоне России, рыболовецкое судно ЯМК-0041, приписанное к порту Очаков (Николаевская область) с украинскими моряками на борту. 
30 октября 2018 года семь российских моряков рыболовецкого судна «Норд» были обменены на семь украинских моряков с судна ЯМК-0041 (по другим данным, они были с двух задержанных украинских судов)  в пункте пропуска через российско-украинскую границу «Армянск». При этом капитан «Норда» Владимир Горбенко остался на Украине из-за возбужденных против него уголовных дел о незаконном рыболовстве и нарушении правил въезда в Крым, а капитана украинского судна, которого в России обвинили в незаконной добыче биоресурсов, также не обменяли.
Капитан «Норда» Владимир Горбенко вернулся в Крым в феврале 2019 года. В конце января 2019 года адвокаты Горбенко заявили о его пропаже. 29 января 2019 года брат Горбенко обратился с заявлением в полицию Запорожской области, и было заведено уголовное дело об исчезновении человека.
В июне 2024 года Верховный суд Крыма приговорил двух сотрудников Государственной пограничной службы Украины к 17 годам лишения свободы каждого по ч. 3 ст. 211 УК РФ (угон судна водного транспорта, совершенный группой лиц по предварительному сговору, с угрозой применения насилия, опасного для жизни и здоровья, с применением оружия, повлекший иные тяжкие последствия), п.п. «а», «в», «г», «ж» ч. 2 ст. 126 УК РФ (похищение человека, совершенное группой лиц по предварительному сговору, с угрозой применения насилия, опасного для жизни и здоровья, с применением оружия, в отношении двух и более лиц) в связи с тем, что они участвовали в задержании судна «Норд». Как были задержаны обвиняемые, в суде не сообщили.